# Shades (album, JJ Cale)
Shades je šesté studiové album amerického hudebníka JJ Calea. Vydáno bylo roku 1981 společnostmi Island Records (Spojené království) a MCA Records (Spojené státy americké). Producentem nahrávky byl spolu s Calem jeho dlouholetý spolupracovník Audie Ashworth. Na desce se dále podílela řada dalších hudebníků, včetně Caleovy manželky Christine Lakeland, kytaristy Jamese Burtona a klavíristy Leona Russella. V hitparádě Billboard 200 se album umístilo na 110. příčce.

## Seznam skladeb
Autorem všech skladeb je JJ Cale.
1. „Carry On“ – 2:20
2. „Deep Dark Dungeon“ – 2:10
3. „Wish I Had Not Said That“ – 3:23
4. „Pack My Jack“ – 5:13
5. „If You Leave Her“ – 2:42
6. „Mama Don't“ – 3:50
7. „Runaround“ – 2:42
8. „What Do You Expect“ – 3:23
9. „Love Has Been Gone“ – 2:13
10. „Cloudy Day“ – 5:25

## Obsazení
- JJ Cale – zpěv, kytara, baskytara, klavír, bicí
- Christine Lakeland – syntezátor, klavír, varhany, perkuse, kytara, zpěv, baskytara, klávesy
- Tommy Tedesco – kytara
- Gordon Shrycock – kytara
- Reggie Young – kytara
- James Burton – kytara
- Bill Boatman – kytara
- Johnny Christopher – kytara
- Tommy Cogbill – kytara, baskytara
- Nick Rather – baskytara
- Emory Gordy Jr. – baskytara
- Carol Kaye – baskytara
- Michael Rhodes – baskytara
- Jim Keltner – bicí
- Gary Allen – bicí
- Hal Blaine – bicí
- Hayword Bishop – bicí
- Kenny Buttrey – bicí
- Karl Himmel – bicí
- Russ Kunkel – bicí
- Larry Bell – klávesy, klavír
- David Briggs – klávesy, klavír
- Leon Russell – klavír
- Bill Payne – klavír
- Glen Hardin – klavír, klávesy
- Bobby Emmons – varhany, klavír, klávesy
- Denis Solee – saxofon